# Al-Qaim bi-Amr Allah
Pour l’article homonyme, voir Al-Qa'im .
 (septembre 2021).
Al-Qâ'im bi-Amr Allah est le fils de `Ubayd Allah al-Mahdi. Il est né en avril 893 et succéda à son père comme calife fatimide en 934. Il est mort le 18 mai 946.

## Biographie

### Pendant le règne d'`Ubayd Allah al-Mahdi

#### Expéditions contre l'Égypte
En 913, Al-Qâ'im commande une flotte qui longe la côte de l'Égypte puis prend Tripoli avant de revenir.
Au cours de l'année suivante Hubasa ben Yusûf se dirige vers l'est, il prend Syrte. Le 6 février 914 il entre dans Barqah (al-Marj). Le 7 juillet 914, Al-Qâ'im part à son tour vers l'Égypte avec une importante armée. Mais contrairement aux ordres reçus, Hubasa ben Yusûf n'attend pas l'arrivée d'Al-Qâ'im pour poursuivre son avancée et prendre Alexandrie le 27 août 914. L'armée des Abbassides parvient à empêcher les Fatimides à entrer plus avant en Égypte. Les armées fatimides se retirent, mais Al-Qâ'im laisse une garnison à Barqah.
`Ubayd Allah al-Mahdî construit sa nouvelle capitale Mahdia, en Tunisie, pour avoir une flotte capable d'attaquer l'Égypte par la mer.
En 919, Al-Qâ'im fait une deuxième tentative d'invasion de l'Égypte. L'armée fatimide sous son commandement part le 5 avril 919. Dès le 9 juillet 919, l'avant garde de son armée arrive à Alexandrie. Les armées fatimides contournent la ville pour se diriger vers la capitale. Elles sont de nouveau repoussées et se replient vers Barqah.
`Ubayd Allah al-Mahdî meurt le 22 février 934

### Le règne

#### Expéditions contre l'Italie
En 935, des pirates italiens font des incursions sur les côtes sous le contrôle de Fatimides. Al-Qâ'im tourne alors son attention vers l'Europe. Il envoie une escadre de vingt navires sous le commandement de l'amiral Yaqûb ben Ishâq at-Tamimî. Celui-ci réussit quelques attaques contre l'Italie et le sud de la France. La région de Gênes, la Calabre et une partie de la Lombardie doivent se soumettre. Durant ces expéditions les Fatimides utilisent des catapultes envoyant des pierres sur leurs cibles, l'arme la plus moderne de l'époque. À cette période : 
« 
La monnaie fatimide avait cours dans toute l'Italie du sud : dinars et surtout quarts de dinar (ou rub') circulaient et étaient imités (tarin), phénomène analogue à celui que l'on observe dans les royaumes chrétiens du nord de l'Espagne et dans le comté de Barcelone qui, au XIe siècle, imitaient les monnaies d'or musulmanes du sud de la péninsule. »
Alors qu'ils sont sur le point de conquérir l'Italie, les Fatimides sont amenés à revenir en Afrique à cause de la rébellion d'Abû Yazîd. La flotte fatimide continue ses expéditions vers la Sardaigne, la Corse, Malte la Crète et pour peu de temps Chypre.
En 937, Khâlid ben Ishâq, gouverneur de la Sicile, pose les fondations d'une ville nouvelle nommée Al-Khâlisa devenue un quartier de Palerme (la Kalsa).

#### La rébellion d'Abû Yazîd (943-945)
L'âme de la révolte fut un certain Abû Yazîd surnommé « l'homme à l'âne ». Abû Yazîd était un boiteux érudit de théologie kharijite ibadite ce qui l'amenait à prêcher le renversement du fatimide Al-Mahdî. Après la mort d'Al-Mahdî, Abû Yazîd part en campagne, avec sa femme et ses quatre fils à la tête des tribus Zénètes. Il propose une forme de gouvernement formé d'un conseil de cheïkhs en remplacement du califat fatimide. Il réussit à amalgamer toutes les oppositions au chiisme des fatimides. Il obtient le soutien des sunnites malékites de Kairouan et l'indifférence du calife de Cordoue `Abd al-Rahman.
La légende veut que le Mahdî avait prévu une révolte inspirée par le kharidjisme et qu'elle viendrait se briser sur les murs de Mahdia, aussi Al-Qâ'im attend-il le moment où la prophétie va se réaliser. Abû Yazîd met le siège à Mahdia (944). Une colonne de secours menée par un chef Sanhadja, Ziri ibn Menad, permit aux assiégés de tenir. En janvier 945, la révolte subit un premier coup d'arrêt pendant ce siège de Mahdia en 945.
Les chefs des tribus Kutama et Sanhadja rassemblent une armée pour secourir les Fatimides. Aux abords de Béja, Ils doivent affronter Ayûb, un des fils d'Abû Yazîd, qui les prend par surprise et les disperse. Ayûb, encouragé par cette facile victoire, se dirige vers Tunis qu'il reprend aux Fatimides.
En janvier 946, Ayûb part à la conquête de Sousse. Il s'ensuit un siège acharné. Le 18 mai, pendant ce siège, le calife Al-Qâ'im meurt. Le combat reprend avec Al-Mansûr qui succède à son père.